# 秋田市立土崎南小学校

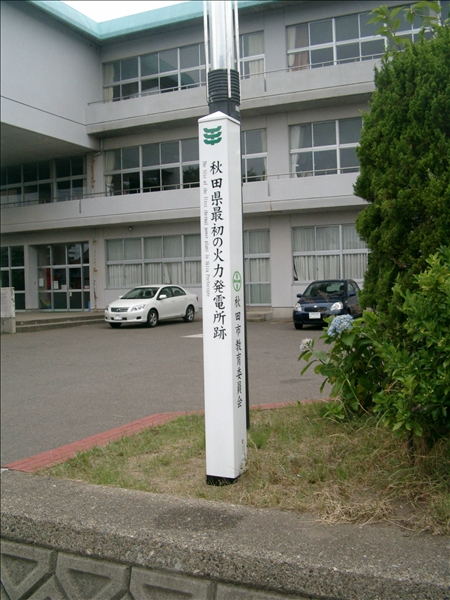
秋田県初の火力発電所の跡地であることを表す碑（校門前）

秋田市立土崎南小学校（あきたしりつ つちざきみなみしょうがっこう）は、秋田県秋田市土崎港東一丁目にある公立小学校。通称は「南小」（なんしょう）。

## 概要
教育目標は「心豊かに，たくましく，自ら学ぶ子どもの育成」。在校児童のことを「わかはと」と呼ぶ。

## 年表
※：個別に出典を示していない箇所は「なるほどザ土崎南小」に拠る。
- 1901年 - 青年実業家・近江谷栄次（のちに衆議院議員）が、現在の土崎南小学校の位置に秋田県初の火力発電所（近江谷発電所）を建設・開業[2][3]。
- 1961年4月1日 - 創立・開校。児童数1001名。
- 1963年7月17日 - プール・体育館完工式。
- 1966年6月25日 - 学校給食優良校として県教委表彰。
- 1966年10月14日 - 学校安全優良校として学校安全会表彰。
- 1967年11月4日 - 第12回学研教育賞。
- 1970年11月11日 - 学校給食優良校として全国表彰。
- 1983年6月18日 - 齋藤憲三顕彰会研究助成を受ける。
- 1983年10月11日 - ソニー理科教育振興資金及び副賞を受ける。
- 1985年3月10日 - 新校舎完成。
- 1986年 - 児童数690名。
- 1988年4月11日 - 文部省県市生活科研究指定。
- 1988年8月14日 - 土崎空襲記念碑除幕式。
- 1989年12月7日 - 児童センター開館式。
- 1990年10月4日 - 文部省県市委嘱社会科生活科公開研究会開催。
- 1991年9月20日 - 文部省・県・市生活科公開研究会開催。
- 1992年 - 児童数506名。
- 1992年11月1日 - ソニー教育振興財団論文努力賞。
- 1995年10月26日 - 学習園改修工事。
- 1997年7月16日 - 秋田市スクールグリーン工事着工（わかはと広場）。
- 1999年4月1日 - けやきプラン福祉教育推進校指定。
- 2001年11月6日 - 県内初の火力発電所跡地として「電気が灯って100年記念点灯式」。
- 2002年7月6日 - 南小祭りで港曳山祭りの曳山を作り練り歩く（文化庁・秋田市教育委員会 伝承文化活用事業への参加）。
- 2003年8月9日 - 第1回あきたYOSAKOIキッズ祭りでみなとWAKAHATO.Jrチームが大賞受賞。
- 2004年9月18日 - 第2回あきたYOSAKOIキッズ祭りでみなとWAKAHATO.Jr.チームが大賞受賞。
- 2005年9月16日 - 第3回あきたYOSAKOIキッズ祭りでみなとWAKAHATO.Jrチームが大賞受賞[4]。
- 2007年7月6日 - 5年生が総合学習の一環で水に関する研究のため、秋田港の見学とセリオン（タワー）展望室での学習会をしたと国土交通省東北地方整備局秋田港湾事務所が紹介[5]。
- 2007年9月23日 - 第5回あきたYOSAKOIキッズ祭りでみなとWAKAHATO.Jrチームが大賞受賞[4]。
- 2007年10月24日 - 6年生が総合学習の一環で土崎空襲をテーマにした平和学習をしたと国土交通省東北地方整備局秋田港湾事務所が紹介[6]。
- 2008年5月 - 秋田大学の外池智の研究で、土崎南小学校と港北小学校の戦争に関する総合学習が取り上げられる[7]。
- 2010年 - 児童数294名[8]。
- 2010年 - 平成22年度「サイエンス・パートナーシップ・プロジェクト」講座型学習活動「ロボットに生命（いのち）を吹き込め！ - 組み立てからプログラミング、活躍までを体験しよう」（特定非営利活動法人あきた子どもネット）に秋田県立大学・高清水小学校・八橋小学校・寺内小学校・秋田大学教育文化学部附属小学校とともに参加[9]。
- 2010年 - 「人権の花運動」の実施に参加（秋田市からは8校が参加）[10]。
- 2010年 - 第17回「秋田県ソフト大賞」で3名が入賞[11]。
- 2011年8月14日 - 13人の児童が「土崎空襲65周年犠牲者追悼平和祈念式典」で紙芝居「築山からの誓い」を上演[12]。
- 2011年2月26日 - 第1回「ぽっかぽか港1（コーワン）味の自慢市」でヤートセを披露[13]。
- 2011年5月 - 「土崎みなとふくまつり」のメニュー「カリッとふぐの包み揚げ ふくちゃん」の命名を土崎南小学校の児童達がした[14]と秋田放送が紹介[15]。

## 学区
当校の学区には「将軍野」の住所が含まれている。このため、当校の名前に「土崎」が冠されているにもかかわらず、土崎港曳山祭りの参加町内に属しない児童が相当数いる（「将軍野」についての詳細は、記事「土崎神明社祭の曳山行事」の「用語」の項を参照）。また、当校の敷地から道路1本をはさんで北に隣接する土崎港中央四丁目は土崎小学校の学区になっており、当校と自宅が至近距離にあるにもかかわらず土崎小学校に通わなければいけない児童がいる。
一方で、将軍野南・土崎港南などで高清水小学校が近い地域でもこの学校が指定されていたり、さらに遠い外旭川小学校が指定されていて距離ねじれを起こしている町内もある。
令和8年度に土崎小学校との統合が予定されているが、統合校である秋田市立土崎小学校は、当地への設置が決まっている。

## 周辺
観光地
- セリオン（タワー）付近一帯（恋人の聖地「土崎湊町恋のまち」のデートコース、道の駅「あきた港」）

交通
- 土崎駅
- 秋田中央交通バス

商業施設・大型店舗
- 土崎ショッピングセンター（イオン土崎港店）
- ナイス土崎店

学校
- 秋田県立秋田中央高等学校
- 秋田市立将軍野中学校
- 秋田市立土崎小学校
- 秋田市立高清水小学校